# 1979 Revolution: Black Friday
1979 Revolution: Black Friday — компьютерная игра 2016 года.

## Сюжет и геймплей
Главным героем игры является фотожурналист Реза Ширази, участвующий в исламской революции в Иране. Когда игрок фотографирует персонажа или событие, появляется сравнение с реальными снимками, сделанными фотографом Мишелем Сетбоуном. Игроку приходится взаимодействовать с окружением, принимать решения, влияющие на историю, быстро нажимать кнопки.

## Отзывы
| Сводный рейтинг | Сводный рейтинг |
| Агрегатор       | Оценка          |
| --------------- | --------------- |
| GameRankings    | 80,13 %         |

Хлой Рад из IGN дал игре 8 баллов из 10 и похвалил проработанность второстепенных персонажей. Эван Нарсисс из Kotaku отмечал не лучшую графику, но хорошую музыку и озвучку героев. Хави Гоултни из Game Informer назвал 1979 Revolution: Black Friday «захватывающим и уникальным историческим триллером». Джеффри Матулеф из Eurogamer остался доволен качеством звука и диалогами.